# Дингонек
Дингонек (Dingonek) — криптид, таинственное существо, по легенде встречающееся в реках, озёрах и тропических лесах в Центральноафриканской впадине Конго.

## Внешний вид
Существо с именем Дингонек сравнивается с мантикорой, моржом, а также с ящеревидным муравьедом. Первому криптид подобен, благодаря строению львиного тела и наличию длинного и острого хвоста, напоминающего дротик. Местные жители полагают, что этот хвост выделяет смертельный яд. На моржа Дигонек похож якобы наличием у него острых клыков и огромных бивней. Также существо схоже с панголином ввиду чешуйчатого покрова тела.
Есть мнение, что Дингонек имеет ещё и длинный рог. Цвет криптида может переливаться от красного к серому. Длинной приблизительно 3-6 м. Голова якобы имеет угловатую квадратную форму. 

## Образ жизни и наблюдения
Обитает больше в водной части, чем в лесной. Предполагается, что Дингонек способен убивать бегемотов, крокодилов, а также рыбаков и скитальцев, что забрели на территорию загадочного существа.
Одним из первых повстречавших криптида стал африканский исследователь Джон Альфред Джордан. В 1907 году (по некоторым данным в 1909 году) учёный заметил неопознанное существо на реке Маггори в Кении. Джордан описал монстра как достаточно крупное создание, около 5,5 м длиной, похожим на некую рептилию, с изогнутыми клыками, пятнистой спиной, когтями и длинным хвостом. Монстр рассвирепел после выстрела .303 British. Учёному пришлось расстрелять криптида.

## Кроме того
В горных пещерах Брекфонтейн на территории Западно-Капской провинции есть наскальные рисунки, на которых изображены охотники и животные. Предположительно одно из животных имеет соответствия с описанием Дингонека.